# Souvenirs (film, 1941)
Pour les articles homonymes, voir Souvenir.
Pour plus de détails, voir Fiche technique et Distribution.
Souvenirs (H.M. Pulham, Esq.) est un film américain en noir et blanc de King Vidor, sorti en 1941.

## Synopsis
Harry Moulton Pulham Jr., un Bostonien à la vie rangée, reçoit un appel de Rodney "Bo Jo" Brown, un ancien camarade d'Harvard, qui lui demande de compiler les biographies des membres de leur promotion pour le 25e anniversaire de celle-ci. Le lendemain, il reçoit un autre appel, cette fois de Marvin Myles, maintenant Mme John Ransome, une femme qu'il a aimée il y a plus de vingt ans. Elle veut le rencontrer autour d'un verre l'après midi suivant, mais lorsqu'il arrive au rendez-vous et qu'il voit à quel point elle est belle, il ne peut se résoudre à l'approcher. Cependant, tout cela le pousse à repenser à sa vie et à se demander s'il a jamais été heureux.
Après l'université, Harry s'engage dans l'armée et part à la guerre, il y est décoré pour sa bravoure. Puis il retrouve Bill King, un autre ancien d'Harvard, à New York. Comme il n'a pas envie de rentrer dans le Massachusetts, Bill lui trouve un travail dans la même entreprise de publicité que lui. C'est là qu'il rencontre Marvin, qui l'impressionne par son indépendance et son ambition, très loin du style des femmes de Boston. Ils finissent par se rendre compte qu'ils sont amoureux l'un de l'autre et Harry est déterminé à l'épouser. Marvin ne veut pas se marier tout de suite, car elle est consciente de leurs différences. Lorsqu'Harry apprend que son père est en train de mourir, il se rend à Boston, où sa famille lui demande de rester pour gérer leurs affaires. Harry se languit de Marvin et, lorsqu'on lui suggère d'inviter Bill pour quelques jours, Harry en profite pour l'inviter aussi. Marvin ne se sent pas à sa place à Boston, notamment car Harry n'a pas parlé à sa mère de leur relation. Pendant ce temps, Bill flirte avec Kay, qui l'a toujours attiré, mais qui est fiancée à un autre ancien d'Harvard, Joe Bingham. Lorsque Kay rompt soudainement ses fiançailles, Harry conseille à Joe de la mettre à l'épreuve et décide d'en faire de même avec Marvin, repartie entre-temps à New York. Il va la voir et lui propose de l'épouser le lendemain et de partir vivre à Boston pour quelque temps. Elle refuse car elle déteste l'atmosphère de Boston et craint de perdre son indépendance. Harry réalise alors à quel point il est de Boston et quitte Marvin, qui promet de l'attendre s'il veut revenir vers elle. Plus tard, Kay, dont la relation avec Bill n'a jamais abouti, appelle Harry. Réalisant à quel point ils se ressemblent, ils tombent amoureux et se marient. (fin du flashback)
Le lendemain, Harry se sent désemparé et demande à Kay de partir avec lui. Elle rejette sa proposition et le renvoie au bureau, pour lequel il est en retard pour la première fois de sa vie. Lorsque Marvin l'appelle à nouveau, il se rend à son hôtel. Ils s'embrassent, boivent du champagne et dansent, mais ils réalisent que rien n'a vraiment changé, y compris leurs différences. En quittant Marvin, Harry retourne au bureau et trouve Kay qui l'attend. Elle est blessée qu'il ait revu Marvin, mais elle lui dit qu'ils se sont toujours aimés, depuis leur première rencontre à l'école de danse. Reconnaissant qu'elle a raison, il part avec elle.

## Fiche technique
- Titre original : H.M. Pulham, Esq.
- Titre français : Souvenirs
- Réalisation : King Vidor
- Scénario : Elizabeth Hill et King Vidor d'après le roman H. M. Pulham, Esquire de John P. Marquand
- Direction artistique : Cedric Gibbons
- Décors : Edwin B. Willis, Malcolm Brown
- Costumes : Robert Kalloch (costumes femmes) et Gile Steele (costumes hommes)
- Photographie : Ray June
- Son : Douglas Shearer
- Montage : Harold F. Kress et Frank Sullivan (non crédité)
- Musique : Bronislau Kaper et Daniele Amfitheatrof (non crédité)
- Producteur : King Vidor
- Société de production : Metro-Goldwyn-Mayer
- Société de distribution : Metro-Goldwyn-Mayer
- Pays de production :  États-Unis
- Langue originale : anglais
- Format : noir et blanc — 35 mm — 1,37:1 - Son : Mono (Western Electric Sound System)
- Genre : Comédie dramatique
- Durée : 120 min
- Dates de sortie : 
  - États-Unis : 3 décembre 1941 (première à Boston)
  - États-Unis : 18 décembre 1941 (sortie nationale)
  - France : 20 juin 1945

## Distribution
- Hedy Lamarr : Marvin Myles Ransome
- Robert Young : Harry Moulton Pulham
- Ruth Hussey : Cordelia "Kay" Motford Pulham
- Charles Coburn : John Pulham
- Van Heflin : Bill King
- Fay Holden : Mme John Pulham
- Bonita Granville : Mary Pulham
- Douglas Wood : M. J.T. Bullard
- Charles Halton : Walter Kaufman
- Leif Erickson : Rodney "Bo-Jo" Brown
- Phil Brown : Joe Bingham
- David Clyde : Hugh
- Sara Haden : Mlle Rollo

Acteurs non crédités
- Oliver Blake : Ellsmere, l'artiste
- Sarah Edwards : Mme Motford
- Frank Faylen : sergent de la marine
- Byron Foulger : Curtis Cole
- Anne O'Neal : la gouvernante de John Pulham
- John Raitt : soldat

## Chanson du film
- Three O'Clock in the Morning, musique de Julian Robeldo, paroles de Dorothy Terriss